# Speyeria washingtonia
Speyeria washingtonia är en fjärilsart som beskrevs av Barnes och Mcdunnough 1913. Speyeria washingtonia ingår i släktet Speyeria och familjen praktfjärilar. Inga underarter finns listade i Catalogue of Life.